# Gertrud Elisabeth Mara
Gertrud Elisabeth Mara, z domu Schmelling (ur. 23 lutego 1749 w Kassel, zm. 20 stycznia 1833 w Tallinnie) – niemiecka śpiewaczka, sopran.

## Życiorys
Pochodziła z ubogiej rodziny, jako dziecko była zaniedbywana i chorowała na krzywicę. Jednocześnie była cudownym dzieckiem o uzdolnieniach muzycznych, po raz pierwszy została zaprezentowana publicznie przez ojca w Wiedniu w 1755 roku, grając na skrzypcach. W 1759 roku wystąpiła jako skrzypaczka w Londynie, gdzie przez krótko uczyła się śpiewu u Pietra Domenica Paradisiego. W 1766 roku zaczęła występować jako śpiewaczka w Lipsku na koncertach organizowanych przez Johanna Adama Hillera. W 1767 roku wystąpiła w Dreźnie w tytułowej roli w Talestri, regina delle amazoni Marii Antoniny Walpurgis. W 1771 roku wystąpiła w Berlinie i otrzymała angaż do opery dworskiej króla Fryderyka II. Wbrew woli władcy poślubiła wiolonczelistę Johanna Baptista Marę (1746–1808) i podjęła wraz z mężem nieudaną próbę wyjazdu do Lipska, po której obydwoje zostali wtrąceni do więzienia. W 1779 roku ostatecznie opuściła Berlin i w kolejnych latach występowała w Pradze, Wiedniu i Monachium, w latach 1782–1783 występowała w ramach Concert Spirituel w Paryżu.
Od 1784 do 1787 roku występowała w Londynie w operach Georga Friedricha Händla. Od 1786 do 1791 roku śpiewała też w londyńskim King’s Theatre. Od 1788 do 1802 roku występowała we Włoszech, m.in. w Turynie (1788) i Wenecji (1789–1790), regularnie także powracała do Londynu. W tym czasie nawiązała romans z flecistą Charlesem Florio. W latach 1802–1812 przebywała w Moskwie, gdzie uczyła śpiewu. Utraciwszy majątek w pożarze Moskwy w 1812 roku znalazła się w biedzie, co skłoniło ją do wyjazdu do Tallinna.
Występując w całej Europie złamała monopol włoskich śpiewaczek na występy operowe. Odnosiła sukcesy nawet w samych Włoszech, pomimo niescenicznej aparycji. Jej głos mieścił się w skali od g do d3.